# Vinogradi, vinarne in vinske kleti v Šampanji
Vinogradi, vinarne in vinske kleti v Šampanji (Champagne Hillsides, Houses and Cellars) je več lokacij v francoski vinski regiji Šampanji, ki so bila leta 2015, zaradi zgodovinskih vezi s proizvodnjo in prodajo šampanjca, vpisana na Unescov seznam svetovne kulturne dediščine. Ta mesta so:
- Zgodovinski vinogradi Hautvillers, Aÿ in Mareuil-sur-Aÿ
- Saint-Nicaise Hill v Reimsu
- Avenue de Champagne in Fort Chabrol v Épernayu

Ti trije elementi - oskrbovalno območje, ki ga tvorijo zgodovinska pobočja, proizvodni obrati (s podzemnimi kleti) ter prodajno-distribucijski centri (šampanjske hiše) - ponazarjajo celoten proces proizvodnje šampanjca. Nepremičnina jasno dokazuje razvoj zelo specializirane obrtniške dejavnosti, ki je postala agro-industrijsko podjetje.
Svetovna dediščina zajema vse postaje v postopku pridelave šampanjca in njegovo zgodovino. Zajema območja, kjer se je od začetka 17. stoletja do začetka industrializacije v 19. stoletju razvil način proizvodnje penin na princip sekundarne fermentacije v steklenici.
V severovzhodni Franciji, na hladnem, kredastem zemljišču, pobočja, hiše in kleti šampanjcev tvorijo zelo specifično agro-industrijsko pokrajino, saj so vinogradi kot oskrbovalni bazen in vasi ter mestna okrožja osredotočeni na proizvodne in trgovske funkcije. Zahteve proizvodnje vina v šampanjce so privedle do izvirne, tristranske organizacije, ki temelji na funkcionalnem urbanizmu, prestižni arhitekturi in podzemni dediščini. Ta agro-industrijski sistem, ki ni strukturiral le pokrajine, ampak tudi lokalno gospodarstvo in vsakdanje življenje, je rezultat dolgega procesa razvoja, tehničnih in socialnih inovacij ter industrijskih in komercialnih sprememb, ki so pospešile prehod iz obrtne pridelke za množično proizvodnjo izdelka, ki se prodaja po vsem svetu.
Z razvojem tradicionalnega znanja in izkušenj so ljudje iz Šampanje premagali številne ovire, tako v vinogradih (ostre podnebje in precej neplodna kredasta tla) kot v procesu izdelave vina, z obvladovanjem tehnik pridelave penečih vin ter pri sestavljanju in polnjenju.
Proizvodni proces, specifičen za Šampanjo, ki temelji na sekundarni fermentaciji v steklenici, je zahteval veliko mrežo kleti. V Reimsu je uporaba nekdanjega galsko-rimskega in srednjeveškega kamnoloma krede ter kopanje primernih kleti v Épernayu ali na pobočjih, povzročila nastanek izjemne podzemne pokrajine - skrite strani šampanjca.
Še posebej hrib Saint-Nicaise, s svojimi monumentalnimi kletmi in šampanjskimi hišami ter avenijo šampanjca z razstavnimi prostori trgovskih hiš, izjemno prenašajo edinstveno in svetovno znano podobo šampanjca kot simbola francoske umetnosti življenja, prazničnosti in praznovanja, sprave in zmage (zlasti v športu). Literatura, slikarstvo, karikature, plakati, glasba, kino, fotografija in celo stripi pričajo o vplivu in nespremenljivosti te edinstvene podobe vina.